# Inwigilacja

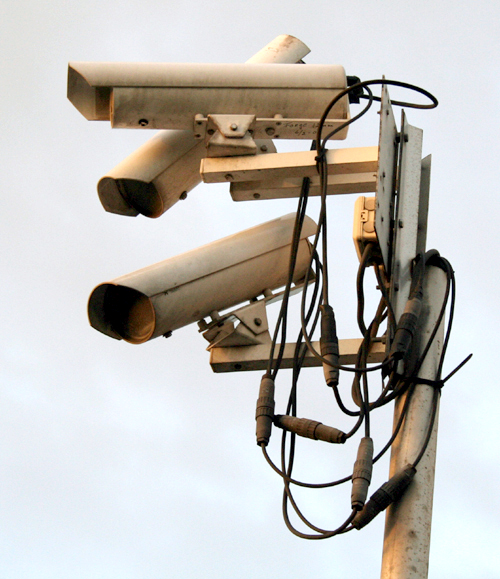
Zespół kamer do inwigilacji kibiców na stadionie Gillette Stadium w Foxborough, Massachusetts

Inwigilacja (od łac. invigilare – czuwać nad czymś) – ogólnie: określenie zespołu czynności stosowanych do śledzenia (monitorowania) zachowań ludzi.
Stosowana jest m.in. w państwach o ustroju politycznym totalitarnym, jako narzędzie do ingerowania w życie prywatne obywateli, a także dyskretny (tajny) nadzór nad osobą, grupą, organizacją, poprzez systematyczną obserwację agentów (tzw. „wtyczki”) np. policję, służby specjalne lub prywatnego detektywa. Naruszanie prawa do prywatności poprzez inwigilację jest według Human Rights Watch oraz Organizacji Narodów Zjednoczonych jednym z zagrożeń dla wolności słowa.
Inwigilacja elektroniczna rozwija się w państwach demokratycznych, w Stanach Zjednoczonych tłumaczono takie działania koniecznością zwalczania terroryzmu. Rozmowy telefoniczne, transfer danych poprzez Internet, maile, transmisja satelitarna mogą być monitorowane przez automatyczne systemy nasłuchu. Przykładem takiego systemu może być amerykański Echelon, który swoim zasięgiem obejmuje znaczną część globu.
W 2015 roku w Ministerstwie Finansów rozpoczęto wdrażanie systemu biometrii głosowej o nazwie VoicePIN, który umożliwia automatyczną identyfikację obywatela po głosie.